# Hemiphractus bubalus
Hemiphractus bubalus är en groddjursart som först beskrevs av Jiménez de la Espada 1870.  Hemiphractus bubalus ingår i släktet Hemiphractus och familjen Hemiphractidae. IUCN kategoriserar arten globalt som nära hotad. Inga underarter finns listade i Catalogue of Life.